# Geremia Piazzano
Geremia Piazzano   (1841 - 1921) fou un músic italià. Primer estudià amb Meiners i després ingressà en el Conservatori de Milà, en el que tingué per mestre de piano a Angeleri i Mazzucato en la composició. Durant molts anys fou mestre de capella de l'església de sant Gaudenci de Novara, d'on passà a desenvolupar el mateix càrrec en la metropolitana de Verceil. És autor de l'òpera Carlo il Temerario, la qual, després d'alguns anys d'haver estat composta, Piazzano va poder escoltar-la representada a Piacenza i a Torí, on fou molt ben acollida. A més se li deu, a més, una altra òpera titulada Gismonde di Sorrento, que s'estrenà a Novara el 1876.